# General-Admiral
Die Panzerfregatte General-Admiral (Генерал-Адмирал) war der erste Gürtelpanzerkreuzer weltweit und wurde 1870 bis 1875 auf der Newski-Werft in Sankt Petersburg, Russland gebaut. Sie war das Typschiff ihrer Klasse.

## Geschichte
Die Kiellegung fand am 27. November 1870 statt, der Stapellauf war im Oktober 1873. In Dienst gestellt wurde die General-Admiral im Jahr 1875. Sie wurde bis 1909 in ihrer eigentlichen Funktion betrieben, um schließlich in Narova umbenannt und genau wie ihr Schwesterschiff Gerzog Edinburgskij (ab 1909 Onega) zum Minenleger mit einer Kapazität von 600 Seeminen umgebaut zu werden. 1922 wurde sie wiederum in Dvadsatpyatavo Oktyabrya („25. Oktober“) umbenannt und bis 1938 als Ausbildungsschiff benutzt. Nach ihrer Ausmusterung und Streichung aus der Flottenliste 1944 wurde sie 1953 abgebrochen.
Der erste Gürtelpanzerkreuzer der Welt war also auch das letzte Schiff dieses Typs, das am Ende noch existierte.

## Bewaffnung

Schema eines Gürtelpanzerkreuzers (Panzerung rot markiert)→ Hier mit einem leicht gepanzerten Deck

Die Bewaffnung bestand aus sechs 203-mm-Geschützen in einer Kasematte, je einem im Vorschiff und im Heck angeordneten 152-mm-Geschütz, vier 87-mm-Kanonen, acht 37-mm-Revolverkanonen und zwei 381-mm-Torpedorohren.